# WBSC Europe
Die WBSC Europe ist der Europäische Baseball- und Softball-Kontinentalverband der World Baseball Softball Confederation mit Sitz in Lausanne in der Schweiz. Er entstand 2018 auf der Fusion der Confederation of European Baseball (CEB) und der European Softball Federation (ESF), diese bilden nun zwei relativ autonome Abteilungen, CEB und Softball Europe.
Die CEB des Verbandes erfolgte 1953 durch die fünf Gründungsmitglieder Belgien, Deutschland, Frankreich, Italien und Spanien. Die ESF wurde 1976 von Belgien, Frankreich, Italien, Deutschland, den Niederlanden und Spanien gegründet.
Aktuell (2022) hat der Verband 54 Mitglieder, wobei nicht alle Mitglieder sowohl in der Softball- als auch in der Baseballabteilung Mitglied sind.
WBSC ist verantwortlich für die Ausrichtung der Baseball-Europameisterschaften und zählt rund 150.000 aktive Mitglieder. Ebenso ist sie Ausrichterin des jährlichen European Baseball Champions Cup, des europäischen Baseballpokals, der seit 2008 in zwei Pools (Turniere) gespielt wird.